# Landone IV di Capua
Landone IV (fl. XI secolo) è stato un politico italiano fu principe longobardo di Capua dal dicembre 1091 al 19 giugno 1098, in opposizione al principe normanno Riccardo II.
Landone apparteneva alla famiglia dei conti di Teano. Il Catalogus Principum Capuae sostiene che Riccardo fu "per anni espulso dai conti longobardi e fu nominato principe di Aversa [solo], e in seguito tenne di nuovo Capua", senza nominare nessuno dei conti longobardi. Una carta del 27 gennaio 1093 mostra che per un periodo Riccardo II tenne Capua, ma la perse di nuovo fino a quando non la assediò con successo nel 1098.